# Parti communiste révolutionnaire (Canada)
Pour les articles homonymes, voir Parti communiste révolutionnaire.
Le Parti communiste révolutionnaire (PCR), anciennement la Riposte socialiste, est un parti politique au Canada, fondé officiellement lors de son congrès le 20 mai 2024. Le parti se réclame du marxisme, et lutte pour le renversement du capitalisme au Canada et à travers le monde.
Le Parti communiste révolutionnaire est la section canadienne de l'Internationale communiste révolutionnaire.

## Histoire
De 2009 à 2023, l'organisation se compose d'un groupe de militants s'organisant autour de la publication La Riposte socialiste. En plus de publier leur journal, le groupe organise des clubs de discussions marxistes sur plusieurs campus au pays, participe à des manifestations et des luttes ouvrières, et organise des événements publics plus larges pour discuter des idées marxistes, notamment l'École marxiste d'hiver de Montréal. En 2024, dans le contexte d'une réorientation de son internationale, l'organisation décide de changer le nom de sa publication pour Révolution Communiste, et de fonder un nouveau parti, le Parti communiste révolutionnaire. Selon ses membres, le changement est entre autres motivé par une montée en popularité des idées communistes, en particulier auprès des jeunes, et une déception envers les partis de gauche, comme Québec solidaire.

## Idéologie
Le Parti communiste révolutionnaire se réclame des idées marxistes révolutionnaires, en particulier celles de Marx, Engels, Lénine et Trotski. Il prône la prise du pouvoir par la classe ouvrière au moyen d'une révolution communiste, dans le but de nationaliser les grands piliers de l'économie et de les faire fonctionner selon un plan de production rationnel et démocratique.
Comme stratégie, l'organisation vise la construction d'un parti politique révolutionnaire de masse, sur le modèle du parti bolchévique, qui fut à la tête de la révolution russe de 1917 et qui donna naissance à l'Union soviétique.
Au sein du mouvement communiste, l'organisation ainsi que l'internationale à laquelle elle appartient se réclament cependant du courant trotskiste, en particulier de la tendance associée au militant trotskiste britannique Ted Grant. Ce courant se distingue des partis communistes du XXe siècle qui ont été au pouvoir en Union soviétique et en Chine, entre autres par ses positions sur l'internationalisme et la démocratie ouvrière.

### Programme
Le programme du parti comprend les éléments suivants :
- expropriation des 200 plus grandes entreprises canadiennes et planification démocratique de l'économie ;
- nationalisation complète du secteur bancaire ;
- système de santé universel et gratuit (incluant les soins dentaires, l'optométrie, l'avortement, et la santé mentale) ;
- une semaine de travail de 30 heures ;
- un salaire minimum national fixé aux deux tiers du salaire moyen ;
- âge de la retraite à 55 ans ;
- loyers plafonnés à 10% du salaire ;
- annulation des dettes étudiantes et gratuité scolaire  ;
- extension du système éducatif, par la construction de nouvelles universités et écoles publiques ;
- services de garderies universels et gratuits ;
- créations d'un réseau de cantines et de buanderies publiques ;
- abolition du programme des travailleurs étrangers temporaires et de toutes les barrières à l'immigration et au refuge ;
- l'union volontaire des peuples canadiens, autochtones et québécois sur une base socialiste, reconnaissant leur droit à l'autodétermination.

Le programme souligne également la nécessité d'étendre ces mesures à l'international, à travers la création d'une fédération socialiste mondiale.

## Activité

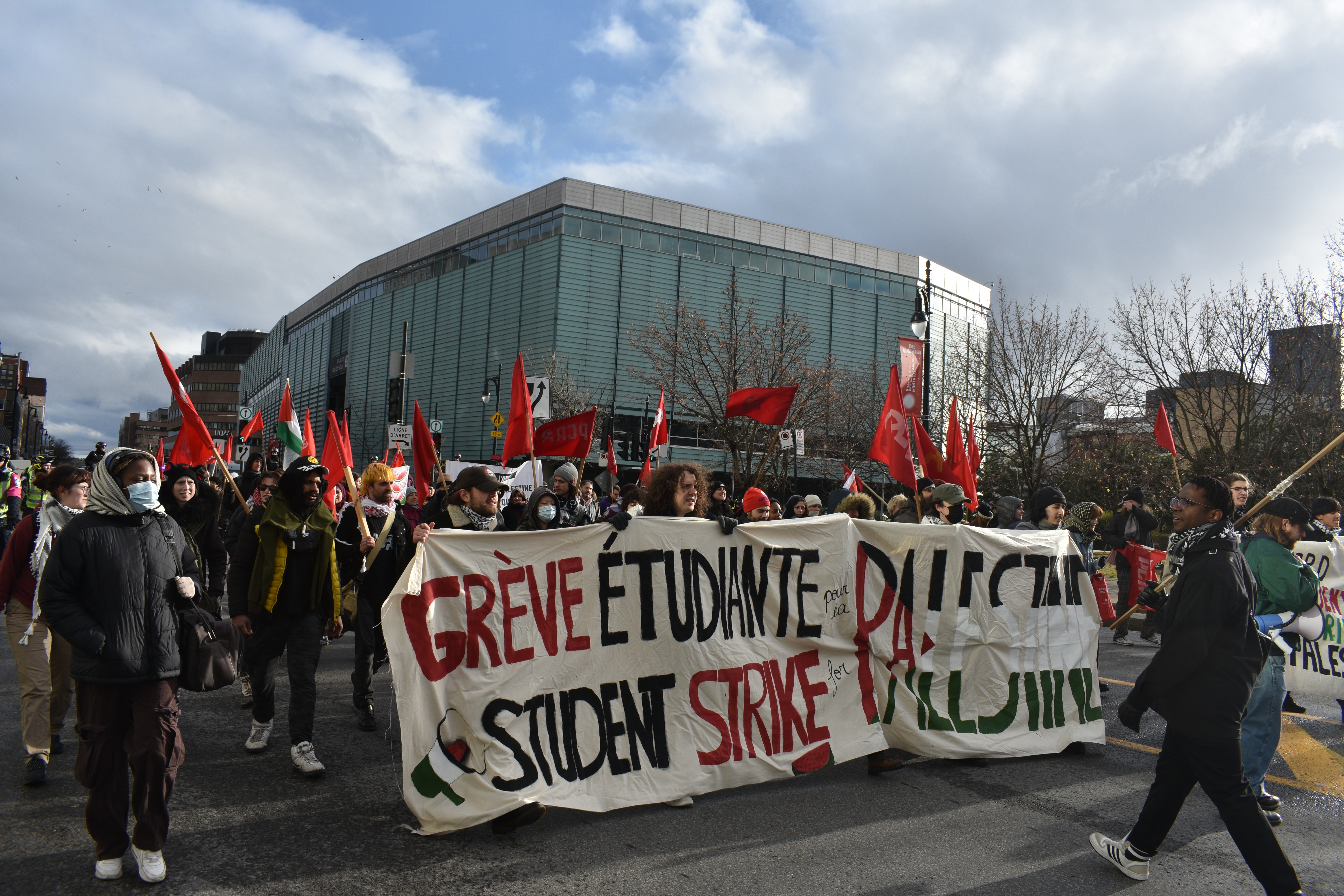
Une manifestation contre l'OTAN à Montréal, organisée par le PCR ainsi que des groupes étudiants et pro-palestiniens.

Le Parti communiste révolutionnaire se compose de cellules, c'est-à-dire de groupes de militants qui se réunissent sur une base régulière afin de discuter des idées marxistes et de planifier des activités pour recruter des nouveaux adhérents.
Ces activités comprennent par exemple des kiosques de vente de journaux, des conférences, et des manifestations.

### Littérature et podcast
Le parti publie son journal, Révolution communiste, sur une base mensuelle. Il gère une maison d'édition en anglais, Camilo Cahis Marxist Publishing House, et une en français, Raison en Révolte, qui publient entre autres des rééditions de textes classiques du marxisme. Le parti produit également son podcast, le Podcast communiste révolutionnaire, sur les plateformes comme Spotify et YouTube.

### Écoles marxistes

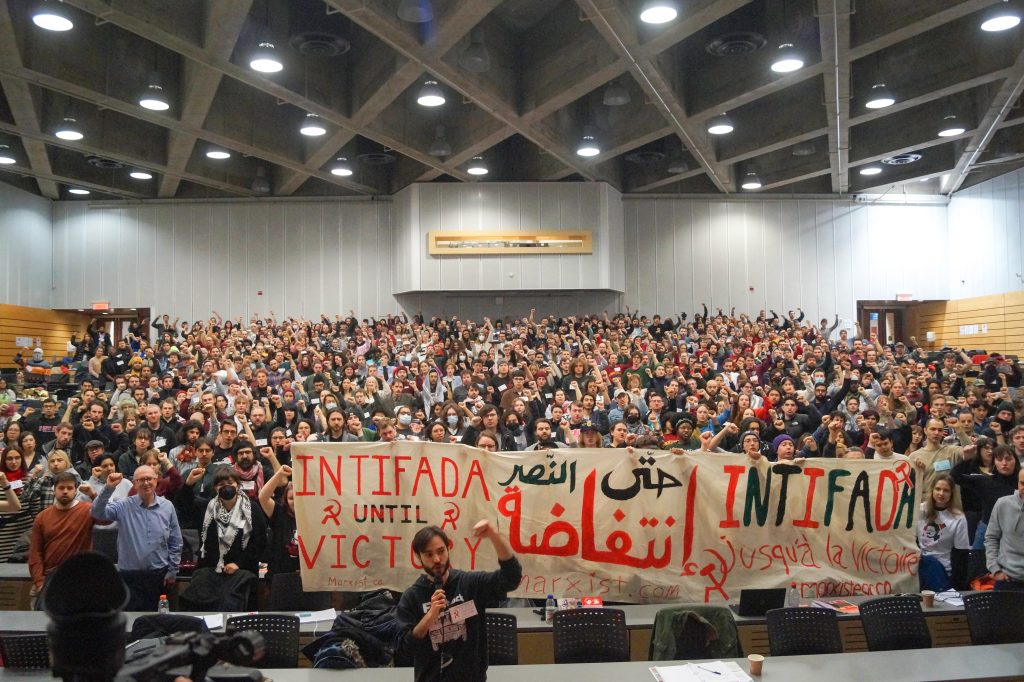
L'édition 2024 de l'école marxiste d'hiver de Montréal.

Chaque année, le parti organise des écoles à travers le Canada, qui sont des rassemblements publics où plusieurs conférenciers donnent à tour de rôle des présentations sur la théorie marxiste. La plus significative est l'école marxiste d'hiver de Montréal, qui a accueilli 600 personnes dans les locaux de l'Université de Montréal lors de son édition de 2024.

### Campagnes
Le parti organise parfois des campagnes pour intervenir dans le mouvement étudiant et ouvrier. Par exemple, en 2024, dans le cadre du mouvement international étudiant demandant le désinvestissement des universités d'Israël, le parti lance une campagne pour populariser l'idée d'une grève étudiante en support à la Palestine au Canada. L'idée est ensuite reprise par plusieurs syndicats étudiants du Québec, ce qui débouche sur une grève de deux jours réunissant plus de 82 000 étudiants.

## Sources externes
- L’opération séduction du Parti communiste révolutionnaire (Montréal Campus, 11 avril 2024)
- Quand les jeunes se tournent vers le communisme (Pivot, 1 mai 2024)
- Rêver au socialisme en 2023 (Montréal Campus, 20 juin 2023)
- Des centaines de personnes pour le lancement d'un parti communiste (Noovo Info, 27 février 2024)
- La Riposte voit rouge (Le Délit, 19 octobre 2022)
- Des communistes actifs à Trois-Rivières? (Le Nouvelliste, 5 mai 2024)